# Altiplano andino
O Altiplano andino, Altipampa, Altiplano boliviano, Altiplano sul-smericano, meseta do Titicaca ou meseta do Collao (em quíchua e aimará: Qullaw, que significa "lugar dos qullas") é um planalto situado no centro-oeste da América do Sul, onde os Andes são mais largos. É o segundo maior planalto do mundo, a seguir ao Tibete. A maior parte do Altiplano situa-se na Bolívia, mas suas partes do norte estão no Peru, e suas partes do sul estão no Chile e na Argentina.
No planalto há várias cidades, das quais as maiores são El Alto e Oruro na Bolivia, Juliaca e Puno no Peru. O nordeste do Altiplano é mais úmido que a área sudoeste, onde é possível encontrar vários salares, que são lagoas e áreas temporariamente inundadas nas quais há muito sal devido à aridez. Na fronteira Bolívia-Peru, fica o lago Titicaca, o maior lago da América do Sul. Ao sul, na Bolívia, estava o lago Poopó, que foi declarado seco e extinto em dezembro de 2015. Não está claro se esse segundo maior lago da Bolívia pode ser revitalizado.
O Altiplano foi o local de várias culturas pré-colombianas, incluindo a chiripa, Tiauanaco e o Império Inca. A Espanha conquistou a região no século XVI. As principais atividades econômicas no Altiplano incluem mineração, pastoreio de lhama e vicunha e serviços nas cidades. Desenvolve-se, também, algum turismo internacional.

## Localização

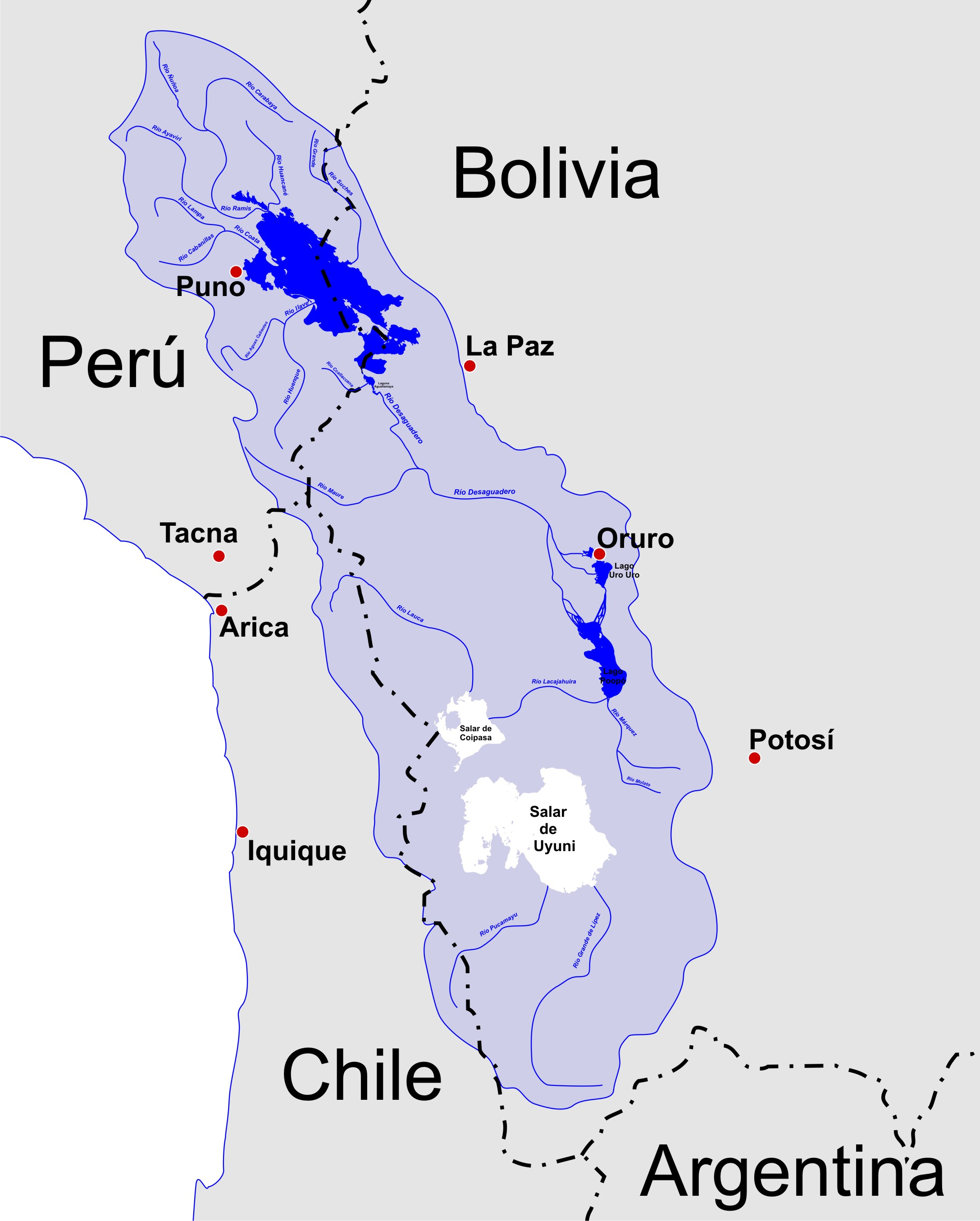
Mapa das duas principais bacias endorreicas do Altiplano

O Altiplano é uma área de drenagem interior (endorreísmo) situada nos Andes centrais, ocupando partes do norte do Chile e da Argentina, do oeste da Bolívia e no sul do Peru. Sua altura média é de cerca de 3 750 metros, um pouco menor que a do planalto tibetano. Ao contrário das condições do Tibete, o Altiplano é dominado por maciços vulcões ativos da Zona Vulcânica Central a oeste, como Ampato (6 288 m), Tutupaca (5 816 m), Parinacota (6 348 m), Guallatiri (6 071 m), Paruma (5 728 m), Uturuncu (6 008 m) e Licancabur (5 916 m), e a Cordilheira Real no nordeste com Illampu (6 368 m), Huayna Potosí (6 088 m), Ancohuma (6 427 m) e Illimani (6 438 m). O deserto de Atacama, uma das áreas mais secas do planeta, fica a sudoeste do Altiplano; a leste fica a úmida floresta amazônica.
O Altiplano é conhecido pelo ar hipóxico causado pela altitude muito alta.

## História geológica
Em vários períodos da época do Pleistoceno, tanto o Altiplano quanto o norte do Altiplano estavam cobertos por vastos lagos pluviais. Os remanescentes são o lago Titicaca, abrangendo a fronteira Peru-Bolívia, e Poopó, um lago salgado que se estende ao sul de Oruro, na Bolívia. O salar de Uyuni, localmente conhecido como salar de Tunupa, e o salar de Coipasa são dois grandes salares formados após a secagem do paleolagos do Altiplano.

## Zonas climáticas

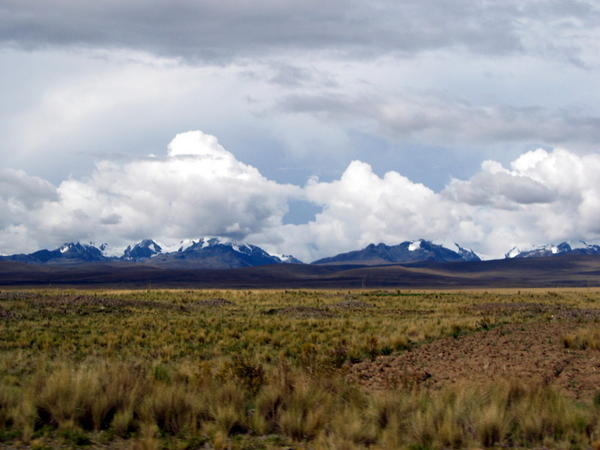
Detalhe do Altiplano Boliviano a aproximadamente de altitude

O termo Altiplano é usado às vezes para identificar a zona de altitude e o tipo de clima que prevalece dentro dela: é mais frio que o da serra fria, mas não tão frio quanto o da terra helada. Os cientistas classificam este último como começando a uma altitude de aproximadamente 4 500 metros. Nomes alternativos usados no lugar do altiplano neste contexto incluem puna e páramos.

## Clima
Em extensão, o clima é frio e úmido, variando de semi-árido até árido, com temperaturas médias anuais que variam de 3 °C próximo à cordilheira ocidental a 12 °C próximo ao lago Titicaca; e precipitação anual total que varia entre menos de 200 mm a sudoeste e mais de 800 mm perto e acima do lago Titicaca. O ciclo diurno de temperatura é muito amplo, com temperaturas máximas na ordem de 12 a 24 °C e o mínimo na ordem de -20 a 10 °C.
As temperaturas mais baixas ocorrem na porção sudoeste do Altiplano durante os meses de junho e julho, que correspondem ao inverno austral. O ciclo sazonal de chuvas é marcado, com a estação chuvosa concentrada entre dezembro e março. O resto do ano tende a ser muito seco, fresco, ventoso e ensolarado. A queda de neve pode acontecer entre abril e setembro, especialmente ao norte, mas não é muito comum.

## Geologia

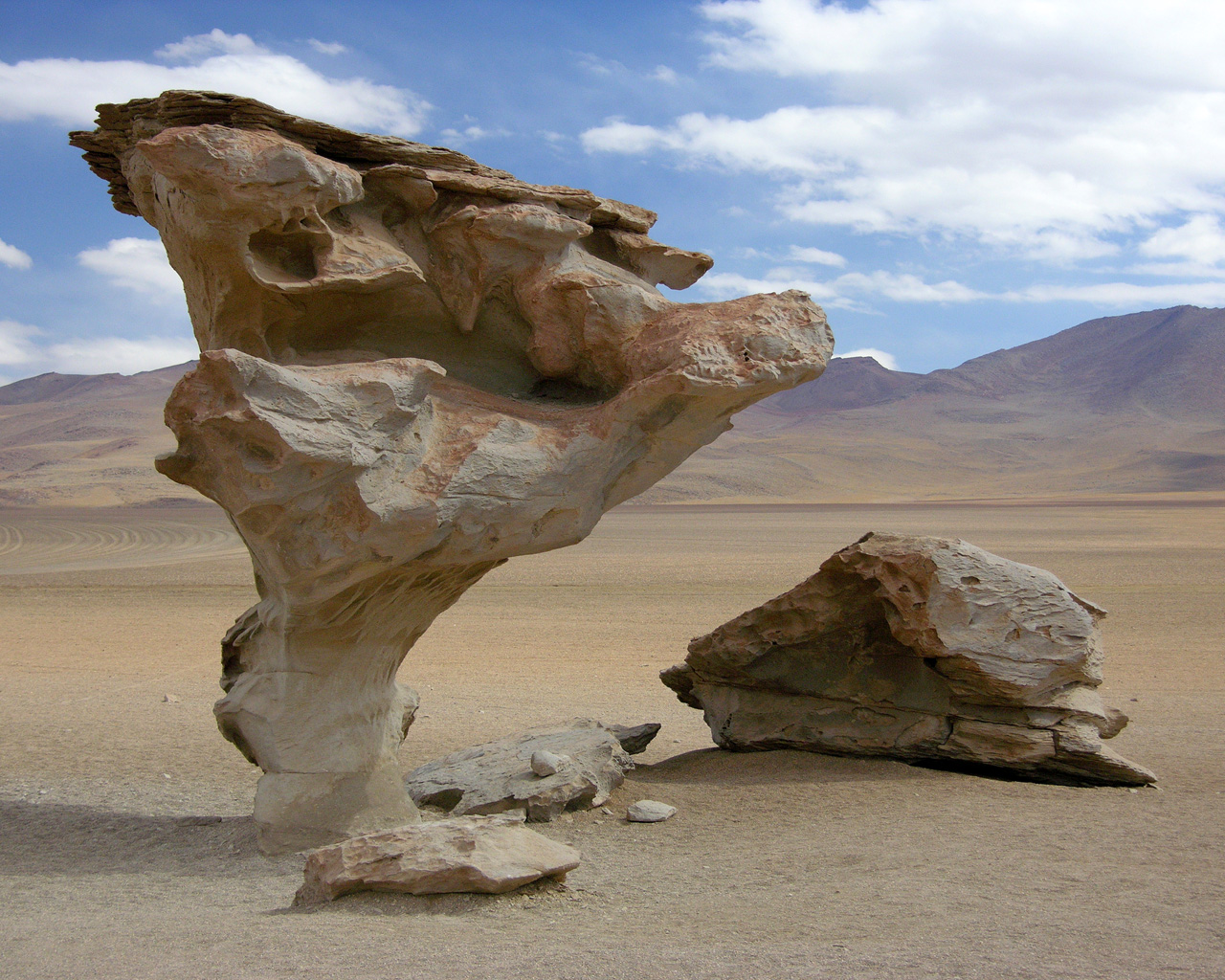
"Árvore de Pedra" esculpida pelo vento ao longo de milhões de anos, Bolívia

Diversos mecanismos foram propostos para a formação do planalto do Altiplano; As hipóteses tentam explicar por que a topografia nos Andes incorpora essa grande área de baixo relevo em alta altitude (planalto alto) dentro do Orogénese:
- Existência de fraquezas na crosta terrestre antes do encurtamento tectônico. Tal fraqueza causaria a partição da deformação tectônica e elevaria a cordilheira oriental e ocidental, deixando o espaço necessário para a formação da bacia do altiplano.
- Processos magmáticos enraizados na astenosfera podem ter contribuído para elevar o planalto
- O clima controlou a distribuição espacial da erosão e da deposição de sedimentos, controlando a lubrificação ao longo da placa subdutora de Nazca e, portanto, influenciando a transmissão de forças tectônicas na placa sul-americana.
- O clima também determinou a formação de drenagem interna (endorreísmo) e retenção de sedimentos nos Andes, potencialmente bloqueando a deformação tectônica na área central entre as duas cordilheiras, e expulsando a deformação para os flancos do orogénese.[6]
- A remoção convectiva da densa litosfera inferior sob o Altiplano fez com que essa região "flutuasse" mais alto e isostaticamente.